# Sarah Good
 (novembre 2022).
Si vous disposez d'ouvrages ou d'articles de référence ou si vous connaissez des sites web de qualité traitant du thème abordé ici, merci de compléter l'article en donnant les références utiles à sa vérifiabilité et en les liant à la section « Notes et références ».

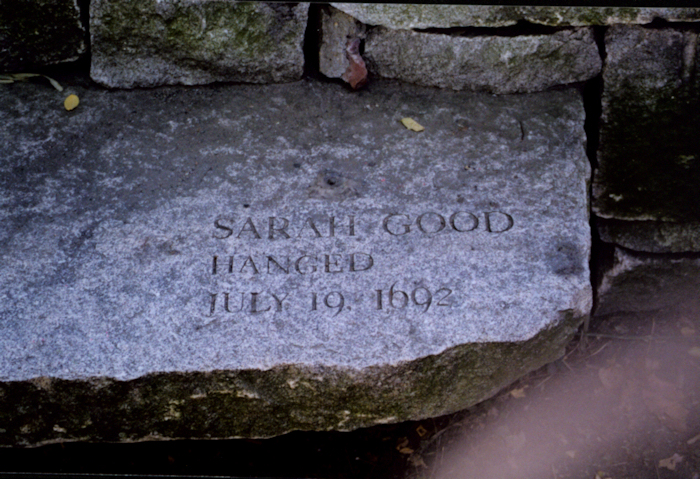
La pierre de commémoration de Sarah Good, pendue lors du procès des sorcières de Salem en 1692.

Sarah Good, née le 21 juillet 1653 à Wenham dans la colonie de la baie du Massachusetts, et morte le 29 juillet 1692, est l'une des trois premières femmes à être accusée de sorcellerie dans le cadre du procès des sorcières de Salem aux États-Unis s'étant déroulé en 1692.

## Accusations
Sarah Good a été accusée de sorcellerie le 6 mars 1692 lorsqu'Abigail Williams et Elizabeth Parris ont prétendu être ensorcelées sous la coupe de celle-ci. Lorsque le révérend Samuel Parris leur a posé la question "Qui vous tourmente?", elles ont crié le nom de trois villageoises, soit Tituba, Sarah Osborne et Sarah Good.

## Condamnation
Le 25 mars 1692 Sarah Good a été jugée pour sorcellerie. Le 19 juillet 1692 elle est pendue avec quatre autres femmes accusées des mêmes faits, bien qu'elle clame fermement son innocence.
Au moment de son arrestation, l'accusée était enceinte. Elle a donné naissance à un nourrisson, Mercy Good, dans sa cellule de la prison d'Ipswich. Ce dernier est décédé avant que sa mère ne soit pendue.

## Famille
Sarah Good est mariée a William Good et est également la mère de Dorothy Good, âgée de quatre ans au moment des faits, qui est devenue la plus jeune personne emprisonnée dans le cadre du procès de Salem, ainsi que de Mercy Good, une petite fille dont elle a accouché alors qu’elle était en prison et qui est morte en prison peu de temps après sa naissance.